# Anne Wilson
Anne Wilson é uma musicista e compositora evangélica americana. Wilson fez sua estreia em 2021, com o lançamento do single “ My Jesus " pelo Capitol Christian Music Group. "My Jesus" foi o grande sucesso de Wilson tendo alcançado o número um na parada Hot Christian Songs da Billboard e na parada Bubbling Under Hot 100. Wilson também lançou seu primeiro ep, My Jesus (ao vivo, em Nashville) (2021), que alcançou o décimo segundo lugar no Top Christian Albums Chart nos Estados Unidos.
Anne Wilson nasceu em Lexington, Kentucky. Wilson foi criada em um lar evangélico e frequentou uma igreja presbiteriana durante a maior parte de sua infância.